# Груато (Падова)
Груато је насеље у Италији у округу Падова, региону Венето.
Према процени из 2011. у насељу је живело 123 становника. Насеље се налази на надморској висини од 6 м.